# Presence
«Presence» — сьомий студійний альбом британського рок-гурту Led Zeppelin, який вийшов 31 березня 1976 року під лейблом Swan Song.

## Огляд
Альбом було задумано після того як соліст гурту, Роберт Плант, отримав серйозні пошкодження в автокатастрофі на острові Родос, Греція, 5 серпня 1975 року. Саме через це гурт відмінив планований тур 1975/76 років. У цей час Led Zeppelin були, мабуть, на вершині своєї популярності. Плант згадував:
|  | Я намагався відволіктися від болю і хотів збити таргана з ліжка, і хлопець за мною, цей п'яний солдат, наспівував «The Ocean» з Houses of the Holy. |

Під час реабілітаційного періоду на острові Джерсі та Малібу, Каліфорнія, Плант і Джиммі Пейдж написали достатньо матеріалу для репетицій у студії SIR Studio, що належала Голлівудові. 
Пізніше альбом записали за три тижні на мюнхенській студії Musicland Studios. Під час запису Плант працював в інвалідному візку. Це була найкоротша сесія гурту починаючи з дебютного альбому. Таких поспіх було викликано тим, що ще до запису студію замовили Rolling Stones для роботи над альбомом «Black and Blue». Після прибуття, Роллінги були вражені тим, що альбом Led Zeppelin був дійсно завершений: записаний та зведений, протягом 17 днів. Джиммі Пейдж розповідав, що він не спав дві доби, щоб записати всі гітарні партії. У своєму інтерв'ю журналові Guitar World у 1998 році, Джиммі розповів, що працював по 18-20 годин на добу під час зведення:
|  | Одразу після того, як гурт завершив запис, я та інженер, Кіт Харвуд, починали зведення до тих пір, поки не засинали. Тоді перший, хто прокидався, будив другого і ми починали віддано працювати, поки не засинали знову. |

Обидва, Пейдж і Плант, планували у цьому альбому повернення до хард-року, який дуже нагадував би перший альбом, але на складнішому технічному рівні. Це зробило музику Led Zeppelin більш прямолінійною, відносно до бас-партій. Попри те, що попередній альбом гурту містив багато електричних композицій, які балансували з акустичними баладами та замислуватими аранжировками, Presence містив простіші рифи, і став єдиними студійним альбомом гурту, який не містив жодних акустичних та клавішних партій (хоча «Candy Store Rock» записували з використанням акустики, але на змішуванні її майже прибрали). Пейдж сказав:
|  | Я думаю, що це було відображення того абсолютно не спокійного та емоційного періоду. В альбомі багато спонтанного. Ми прийшли майже нізчим, і це помітно. |

Плант висловився подібно:
|  | Це був дійсно якийсь крик виживання. Не буде більше подібного альбому, зробленого як цей. Це був крик з глибини, єдина річ, яку ми могли зробити. |

Альбом отримав першу сходинку у чарті Біллборду. Його номери у каталозі були Swan Song SS 8416 у США та Swan Song SSK59402 у Великій Британії, а після переробки альбому отримав номер 92439-2. Проте, альбом не став хітом продаж. Пізніше у 1976 році альбом частково затьмарив вихід фільму та альбому-саундтреку «The Song Remains the Same».
На відміну від попередніх альбомів, які містили деякі пісні, що гурт виконував на концертах, з Presence лише два треки гралися повністю до розпаду гурту. «Achilles Last Stand» та «Nobody's Fault But Mine» було включено до програми протягом туру Америкою 1977 року і гралися до останнього концерту у 1980 році. Деякі соло з «Tea for One» були перероблені для «Since I've Been Loving You», але саму пісню зіграли Пейдж і Плант лише у 1996 році під час японського турне. «For Your Life» вперше зіграно на Ahmet Ertegün Tribute Show 2007 10 грудня 2007 року. Те, що матеріал з Presence не грався, можливо зроблено спеціально.

## Обкладинка
Обкладинка та внутрішній конверт альбому оформлено студією Hipgnosis. Вона зображує сім'ю, що чекає на вечерю, але їхня увага зосереджена на дивному чорному предметі, який схожий на обеліск. На внутрішньому конверті вказано, що цей дивний об'єкт має дуже просту назву «The Object» (укр. Об'єкт). Його призначення — показати «силу і присутність» Led Zeppelin. У примітках до Led Zeppelin Remasters, Джиммі Пейдж пояснив:
|  | Робочої назви у альбому не було. Тоді дизайнер сказав: «Коли я думаю про гурт, я завжди думаю про силу та потужність. Вона присутня». Це було воно. Він бажав назвати його «Obelisk». Як на мене, за обеліском було дещо важливіше. Обкладинка дуже іронічна, щоб бути такою, яка заслуговує достатньої уваги. Свого роду жарт є у фільмі 2001: Космічна Одісея. Я знаходжу її забавною. |

Фоновою фотографією для обкладинки є штучна пристань у лондонському Ерлс-Корті, яка встановлена для щорічного шоу човнів у тому ж Ерлс-Корті, взимку 1974—1975 рр. Це було те місце, де гурт провів одну з найкращих серій концертів (у травні 1975 року), після човнового шоу.

## Список композицій
1. «Achilles Last Stand» (Джиммі Пейдж, Роберт Плант)— 10:25
(укр. Ахіллес стоїть в останній раз)
2. «For Your Life» (Пейдж, Плант) — 6:20
(укр. Рятуючи своє життя)
3. «Royal Orleans» (Пейдж, Плант, Джон Пол Джонс, Джон Бонам) — 2:58
(укр. Роял Орлінс*)
4. «Nobody's Fault But Mine» (Пейдж, Плант) — 6:27
(укр. Лише моя провина)
5. «Candy Store Rock» (Пейдж, Плант) — 4:07
(укр. Рок у кондитерській)
6. «Hots on for Nowhere» (Пейдж, Плант) — 4:43
(укр. Безглузда спека)
7. «Tea for One» (Пейдж, Плант) — 9:27
(укр. Чай для одного)

* Роял Орлінс — це готель у Новому Орлеані, де музиканти часто зупинялися.

## Учасники запису

### Led Zeppelin
- Джиммі Пейдж — електрична гітара, продюсер
- Роберт Плант — вокал, губна гармоніка
- Джон Пол Джонс — чотири- та восьмиструнна бас-гітара
- Джон Бонам — барабани, перкусія
- Пітер Ґрант — менеджер

### Технічний персонал
- Кіт Харвуд — інженер
- Джеремі Гі —інженер
- Джордж Харді — дизайн обкладинки
- Hipgnosis — дизайн обкладинки

## Положення у чартах

### Альбом
| Рік  | Чарт                                 | Позиція |
| ---- | ------------------------------------ | ------- |
| 1976 | Billboard Pop Albums (Billboard 200) | 1       |

### Сингли
| Рік  | Сингл              | Чарт                                      | Позиція |
| ---- | ------------------ | ----------------------------------------- | ------- |
| 1976 | «Candy Store Rock» | Billboard Pop Singles (Billboard Hot 100) | —       |

## Продажі
| Контролер                                                 | Показник      | Продаж    |
| --------------------------------------------------------- | ------------- | --------- |
| RIAA [Архівовано 10 лютого 2009 у Wayback Machine.] (США) | 3x Платиновий | 3 000 000 |